# Sedico
Sedico är en ort och kommun i provinsen Belluno i regionen Veneto i Italien. Kommunen hade 10 198 invånare (2018).